# Metopidiothrix abuyog
Metopidiothrix abuyog är en mångfotingart som beskrevs av Shear 2002. Metopidiothrix abuyog ingår i släktet Metopidiothrix och familjen Metopidiotrichidae. Inga underarter finns listade i Catalogue of Life.